# Jézus sebei (X-akták)
Az amerikai X-akták sci-fi sorozat 3. évadának 11. epizódja, összességében a sorozat 60. epizódja.

## Cselekmény
Egy lelkész, nevezetesen Patrick Findley tiszteletes kezein Waynesburgben, Pennsylvania államban hamis stigma-k jelennek meg prédikáció közben. Később Findley tiszteletest felkeresi egy ősz hajú férfi, Simon Gates, aki megfojtja a lelkészt és eközben füstöl a keze. Fox Mulder és Dana Scully ügynökök elkezdik kivizsgálni az ügyet. Mulder azt mondja, hogy a pap volt a tizenegyedik hamis stigmatizált, akit az elmúlt három évben gyilkoltak meg egy nemzetközi gyilkosságsorozatban. Eközben a Lovelandi, Ohio állam, általános iskolában egy fiú, Kevin Kryder vérezni kezd a tenyereiből. Az ügynökök megérkeznek és a helyszínen találkoznak egy szociális munkással, aki állítja, hogy Kevin már korábban is szerzett ilyen sérüléseket. Továbbá elmondja, hogy az apját egy intézetbe zárták, azzal indokolva, hogy kijelentette Kevin veszélyben van gonosz erők miatt. Az ügynökök felkeresik Kevin apját, aki azt állítja, hogy fia egy kiválasztott, és a gonosz erők meg akarják ölni, a jó és a gonosz között folyó nagy háború részeként.
Kevint elrabolja egy furcsának látszó kopasz férfi. Kevin édesanyja felismeri a férfit, annak személyleírása alapján, Owen Jarvis az, aki régebben kerti munkákat végzett a család számára. Owen azt állítja, hogy ő Kevin őrangyala. Mikor az ügynökök megérkeznek, Kevin titokzatos módon eltűnik. Owen állítja, hogy az Úr őt Kevin védelmére rendelte és bírálja Scullyt, hogy nem olyan erős a hite, mint az övé. Owen kiugrik az ablakon és elmenekül. Kevin eközben hazamegy, ahol Gates megtámadja őt, aki megölte Owent, aki Kevin védelmére sietett. Scully boncolást végez és úgy találja, hogy Owen teteme nem pusztul. Eszébe jut, hogy a katekizmusban tanult az úgynevezett Romolhatatlan szentek-ről. Mulder azt mondja neki, hogy a hite ne befolyásolja a véleményét. Scully megtalálja Gates ujjlenyomatait Owen nyakán. Gates-ről pedig kiderül, hogy egy gazdag és befolyásos cégvezető.
Kevin és édesanyja egy kocsiban utaznak, amely lerobban. Gates elsőként érkezik a helyszínre, hogy segítséget nyújtson a kocsi javításában. Amikor a forró gőz és hűtővíz a kezéhez ér, az semmilyen sérülést nem okoz neki. Kevin, aki felismeri a férfit, úgy menekül meg, hogy egyszerre két helyen tűnik fel egy időben, amivel félrevezeti üldözőjét. Scully felajánlja, hogy majd ő megvédi Kevint. Magukkal viszik egy hotelba, ahol Scully további sebeket fedez fel Kevin oldalán. Scully rendkívül mérges lesz Mulderre, mert a férfi képtelen elfogadni egy csoda lehetőségét. Miközben beszélgetnek Gates behatol a fürdőszobába, annak rácsozott ablakán keresztül és elrabolja Kevint. Scully visszatér, hogy megnézze Kevin apját, de erősen begyógyszerezve talál rá.
Scully feltételezi, hogy Gates a saját jerusalemi (Ohio állam) újrahasznosító telepére vitte Kevint. Mulder úgy gondolja, hogy a repülőtérre kell mennie, mert egy férfi Gates-re ismert a személyleírás alapján. Mulder úgy véli, hogy Scully abban hisz, hogy őt választották ki Kevin védelmére. Scully az újrahasznosító telepre ér, ahol Gates at mondja Kevinnek, meg kell halnia annak érdekében, hogy egy új kor jöjjön el. Gates Kevinnel megpróbál egy papíraprító gépbe ugrani, de a fiú megragadja a gép oldalát, miközben Gates az aprítóba esik. Scully kihúzza és biztonságos helyre viszi Kevint. Két nappal később Scully és Kevin búcsút vesznek egymástól. Ekkor Kevin azt mondja Scullynak, hogy fogják még látni egymást. Scully évek óta először elmegy gyónni, arra kíváncsi, hogy isten beszél-e hozzánk, de senki sem hallja őt.

## Érdekességek
Az angol cím (Revelations) inkább A jelenések könyvére utal, amelyből részletek is elhangzanak, mégpedig abban a jelenetben, mikor Scully Kevin apjával beszélget. A magyar cím pedig a stigmákra utal.
Említés történik Loyolai Szent Ignácra, aki egy legenda szerint képes volt egyidőben két helyen feltűnni.

## Fordítás
- Ez a szócikk részben vagy egészben  a   Revelations (The X-Files) című angol Wikipédia-szócikk ezen változatának fordításán alapul.  Az eredeti cikk szerkesztőit annak laptörténete sorolja fel. Ez a jelzés csupán a megfogalmazás eredetét és a szerzői jogokat jelzi, nem szolgál a cikkben szereplő információk forrásmegjelöléseként.